# West-Aziatisch kampioenschap voetbal 2014
De West-Aziatisch kampioenschap voetbal 2014 was de 8e editie van het West Asian Football Federation Championship. Het toernooi werd gehouden van 25 december 2013 tot en met 7 januari 2014 in Doha, Qatar.. De titelhouder Syrië deed niet mee aan deze editie en verdedigde dus niet zijn titel. Qatar werd voor de eerste keer in de geschiedenis kampioen. In de finale wonnen zijn met 2−0 van Jordanië. Beide goals werden gemaakt door Boualem Khoukhi. Die zou ook, met 6 doelpunten, topscorer worden van het toernooi. Bahrein werd dit toernooi derde.

## Geplaatste teams
De volgende negen teams deden mee aan het toernooi:
| WAFF-leden                                                       |                                                       | Deden niet mee                                                                                  |
| ---------------------------------------------------------------- | ----------------------------------------------------- | ----------------------------------------------------------------------------------------------- |
| - Bahrein - Irak (Olympisch team) - Jordanië - Koeweit - Libanon | - Oman - Palestina - Qatar (gastland) - Saoedi-Arabië | - Iran - Verenigde Arabische Emiraten - Syrië (trokken zich terug) - Jemen (trokken zich terug) |

## Speelsteden
| Doha                                           | · Doha | · Doha |
| Jassim Bin Hamadstadion Capaciteit: 10.000     | · Doha | · Doha |
| Abdullah bin Khalifastadion Capaciteit: 10.000 | · Doha | · Doha |
|                                                | · Doha | · Doha |

## Scheidsrechters
Scheidsrechters
- Jameel Abdulhusin (Bahrein)
- Wang Di (China)
- Ali Sabah Adday Al-Qaysi (Irak)
- Nagor Amir Noor Mohamed (Maleisië)
- Abdullah Al Hilali (Oman)
- Banjar Al-Dosari (Qatar)
- Marai Al-Awaji (Saoedi-Arabië)
- Kim Sang-Woo (Zuid-Korea)
- Valentin Kovalenko (Oezbekistan)

Assistent scheidsrechters
- Mu Yuxin (China)
- Issa Al-Amawe (Jordanië)
- Yaser Marad (Koeweit)
- Samer Badr (Libië)
- Mohd Kamil Tumin (Maleisië)
- Amin Halabi (Palestina)
- Lee Jung-Min (Zuid-Korea)
- Rafael Ilyasov (Oezbekistan)

## Groepsfase
De drie groepswinnaars plus de beste nummer twee plaatsen zich voor de halve finales.

### Groep A
| Land          | Wed | Win | Gel | Ver | DV | DT | +/− | Pnt |
| ------------- | --- | --- | --- | --- | -- | -- | --- | --- |
| Qatar         | 2   | 2   | 0   | 0   | 5  | 1  | +4  | 6   |
| Palestina     | 2   | 0   | 1   | 1   | 0  | 1  | –1  | 1   |
| Saoedi-Arabië | 2   | 0   | 1   | 1   | 1  | 4  | –3  | 1   |

|                                                   |            |       |           |                                                                                    |
| 25 december 2013 «onderlinge duels» 17:30 (UTC+3) | Qatar      | 1 – 0 | Palestina | Jassim Bin Hamadstadion, Doha Toeschouwers: 4.720 Scheidsrechter: Wang Di ( China) |
| 25 december 2013 «onderlinge duels» 17:30 (UTC+3) | Hassan 90' |       |           | Jassim Bin Hamadstadion, Doha Toeschouwers: 4.720 Scheidsrechter: Wang Di ( China) |

|                                                   |           |       |               |                                                                                            |
| 28 december 2013 «onderlinge duels» 17:30 (UTC+3) | Palestina | 0 – 0 | Saoedi-Arabië | Jassim Bin Hamadstadion, Doha Toeschouwers: 400 Scheidsrechter: Abdullah Al Hilali ( Oman) |
| 28 december 2013 «onderlinge duels» 17:30 (UTC+3) |           |       |               | Jassim Bin Hamadstadion, Doha Toeschouwers: 400 Scheidsrechter: Abdullah Al Hilali ( Oman) |

|                                                   |                                 |       |               | |
| 31 december 2013 «onderlinge duels» 14:30 (UTC+3) | Qatar                           | 4 – 1 | Saoedi-Arabië | Jassim Bin Hamadstadion, Doha Toeschouwers: 5.720 Scheidsrechter: Valentin Kovalenko ( Oezbekistan) |
| 31 december 2013 «onderlinge duels» 14:30 (UTC+3) | Khoukhi 15', 55' Ahmed 57', 62' |       | Majrashi 31'  | Jassim Bin Hamadstadion, Doha Toeschouwers: 5.720 Scheidsrechter: Valentin Kovalenko ( Oezbekistan) |

### Groep B
| Land    | Wed | Win | Gel | Ver | DV | DT | +/− | Pnt |
| ------- | --- | --- | --- | --- | -- | -- | --- | --- |
| Bahrein | 2   | 0   | 2   | 0   | 0  | 0  | 0   | 2   |
| Irak    | 2   | 0   | 2   | 0   | 0  | 0  | 0   | 2   |
| Oman    | 2   | 0   | 2   | 0   | 0  | 0  | 0   | 2   |

* De eindstand in deze groep werd door middel van loting bepaald.
|                                                   |      |       |         |                                                                                           |
| 25 december 2013 «onderlinge duels» 20:00 (UTC+3) | Oman | 0 – 0 | Bahrein | Jassim Bin Hamadstadion, Doha Toeschouwers: 750 Scheidsrechter: Banjar Al-Dosari ( Qatar) |
| 25 december 2013 «onderlinge duels» 20:00 (UTC+3) |      |       |         | Jassim Bin Hamadstadion, Doha Toeschouwers: 750 Scheidsrechter: Banjar Al-Dosari ( Qatar) |

|                                                   |         |       |      |                                                                                                 |
| 28 december 2013 «onderlinge duels» 20:00 (UTC+3) | Bahrein | 0 – 0 | Irak | Jassim Bin Hamadstadion, Doha Toeschouwers: 400 Scheidsrechter: Marai Al-Awaji ( Saoedi-Arabië) |
| 28 december 2013 «onderlinge duels» 20:00 (UTC+3) |         |       |      | Jassim Bin Hamadstadion, Doha Toeschouwers: 400 Scheidsrechter: Marai Al-Awaji ( Saoedi-Arabië) |

|                                                   |      |       |      |                                                                                               |
| 31 december 2013 «onderlinge duels» 20:00 (UTC+3) | Irak | 0 – 0 | Oman | Jassim Bin Hamadstadion, Doha Toeschouwers: 450 Scheidsrechter: Nagor Amir Mohamed ( Myanmar) |
| 31 december 2013 «onderlinge duels» 20:00 (UTC+3) |      |       |      | Jassim Bin Hamadstadion, Doha Toeschouwers: 450 Scheidsrechter: Nagor Amir Mohamed ( Myanmar) |

### Groep C
| Land     | Wed | Win | Gel | Ver | DV | DT | +/− | Pnt |
| -------- | --- | --- | --- | --- | -- | -- | --- | --- |
| Jordanië | 2   | 1   | 1   | 0   | 2  | 1  | +1  | 4   |
| Koeweit  | 2   | 1   | 0   | 1   | 3  | 2  | +1  | 3   |
| Libanon  | 2   | 0   | 1   | 1   | 0  | 2  | –2  | 1   |

* Koeweit gaat als beste nummer 2 ook naar de halve finales.
|                                                   |         |       |          |                                                                                               |
| 26 december 2013 «onderlinge duels» 17:30 (UTC+3) | Libanon | 0 – 0 | Jordanië | Abdullah bin Khalifastadion, Doha Toeschouwers: 4.320 Scheidsrechter: Ali Sabah Adday ( Irak) |
| 26 december 2013 «onderlinge duels» 17:30 (UTC+3) |         |       |          | Abdullah bin Khalifastadion, Doha Toeschouwers: 4.320 Scheidsrechter: Ali Sabah Adday ( Irak) |

|                                                   |                        |       |         | |
| 29 december 2013 «onderlinge duels» 17:30 (UTC+3) | Koeweit                | 2 – 0 | Libanon | Abdullah bin Khalifastadion, Doha Toeschouwers: 400 Scheidsrechter: Jameel Juma Abdulhusain Mohamed ( Bahrein) |
| 29 december 2013 «onderlinge duels» 17:30 (UTC+3) | Al-Hajeri 41' Zaid 85' |       |         | Abdullah bin Khalifastadion, Doha Toeschouwers: 400 Scheidsrechter: Jameel Juma Abdulhusain Mohamed ( Bahrein) |

|                                                 |                          |       |                  |                                                                                                  |
| 1 januari 2014 «onderlinge duels» 17:30 (UTC+3) | Jordanië                 | 2 – 1 | Koeweit          | Abdullah bin Khalifastadion, Doha Toeschouwers: 3.100 Scheidsrechter: Kim Sang-Woo ( Zuid-Korea) |
| 1 januari 2014 «onderlinge duels» 17:30 (UTC+3) | Murjan 12' Al-Dmeiri 72' |       | Al-Hajeri 20'(p) | Abdullah bin Khalifastadion, Doha Toeschouwers: 3.100 Scheidsrechter: Kim Sang-Woo ( Zuid-Korea) |

## Knock-outfase
|  | halve finale     | halve finale     |   |                  | finale           | finale |
|  |                  |                  |   |                  |                  |        |
|  | 4 januari − Doha |                  |   |                  |                  |        |
|  | Qatar            | 3                |   |                  |                  |        |
|  | Koeweit          | 0                |   |                  |                  |        |
|  |                  |                  |   |                  |                  |        |
|  |                  |                  |   |                  | 7 januari − Doha |        |
|  |                  |                  |   |                  | Qatar            | 2      |
|  |                  | Jordanië         | 0 |                  |                  |        |
|  |                  |                  |   |                  |                  |        |
|  |                  |                  |   |                  | derde plaats     |        |
|  | 4 januari − Doha | 4 januari − Doha |   | 7 januari − Doha | 7 januari − Doha |        |
|  | Bahrein          | 0                |   | Koeweit          | 0 (2)            |        |
|  | Jordanië         | 1                |   |                  | Bahrein          | 0 (3)  |

### Halve finales
|                                                 |                                  |              |         |                                                                                          |
| 4 januari 2014 «onderlinge duels» 17:30 (UTC+3) | Qatar                            | 3 − 0 (n.v.) | Koeweit | Abdullah bin Khalifastadion, Doha Toeschouwers: 3.400 Scheidsrechter: Abdullah Al Hilali |
| 4 januari 2014 «onderlinge duels» 17:30 (UTC+3) | Khoukhi 93', 112' Assadalla 120' |              |         | Abdullah bin Khalifastadion, Doha Toeschouwers: 3.400 Scheidsrechter: Abdullah Al Hilali |

|                                                 |         |                  |          |                                                                                       |
| 4 januari 2014 «onderlinge duels» 20:30 (UTC+3) | Bahrein | 0 − 1            | Jordanië | Abdullah bin Khalifastadion, Doha Toeschouwers: 4.000 Scheidsrechter: Ali Sabah Adday |
| 4 januari 2014 «onderlinge duels» 20:30 (UTC+3) |         | Duaij 67' (e.d.) |          | Abdullah bin Khalifastadion, Doha Toeschouwers: 4.000 Scheidsrechter: Ali Sabah Adday |

### Troostfinale
|                                                 |               |       |         |                                                                                    |
| 7 januari 2014 «onderlinge duels» 16:15 (UTC+3) | Koeweit       | 0 − 0 | Bahrein | Jassim Bin Hamadstadion, Doha Toeschouwers: 1.450 Scheidsrechter: Banjar Al-Dosari |
| 7 januari 2014 «onderlinge duels» 16:15 (UTC+3) |               |       |         | Jassim Bin Hamadstadion, Doha Toeschouwers: 1.450 Scheidsrechter: Banjar Al-Dosari |
| 7 januari 2014 «onderlinge duels» 16:15 (UTC+3) | Strafschoppen |       |         | Jassim Bin Hamadstadion, Doha Toeschouwers: 1.450 Scheidsrechter: Banjar Al-Dosari |
| 7 januari 2014 «onderlinge duels» 16:15 (UTC+3) | 2 – 3         |       |         | Jassim Bin Hamadstadion, Doha Toeschouwers: 1.450 Scheidsrechter: Banjar Al-Dosari |

### Finale
|                                                 |                  |       |          |                                                                                      |
| 7 januari 2014 «onderlinge duels» 19:00 (UTC+3) | Qatar            | 2 − 0 | Jordanië | Jassim Bin Hamadstadion, Doha Toeschouwers: 8.720 Scheidsrechter: Valentin Kovalenko |
| 7 januari 2014 «onderlinge duels» 19:00 (UTC+3) | Khoukhi 52', 81' |       |          | Jassim Bin Hamadstadion, Doha Toeschouwers: 8.720 Scheidsrechter: Valentin Kovalenko |

| West-Aziatisch kampioenschap Winnaar 2014 |
| ----------------------------------------- |
|                                           |
| QATAR 1ste titel                          |

## Toernooiranglijst
| Plaats                           | Land          | GW | Win | Gel | Ver | DV | DT | +/− |
| -------------------------------- | ------------- | -- | --- | --- | --- | -- | -- | --- |
| Finale                           |               |    |     |     |     |    |    |     |
| 1                                | Qatar         | 4  | 4   | 0   | 0   | 10 | 1  | +9  |
| 2                                | Jordanië      | 4  | 2   | 1   | 1   | 3  | 3  | 0   |
| Uitgeschakeld in de Halve finale |               |    |     |     |     |    |    |     |
| 3                                | Bahrein       | 4  | 0   | 3   | 1   | 0  | 1  | −1  |
| 4                                | Koeweit       | 4  | 1   | 1   | 2   | 3  | 5  | −2  |
| Uitgeschakeld in de Groepsfase   |               |    |     |     |     |    |    |     |
| 5                                | Irak          | 2  | 0   | 2   | 0   | 0  | 0  | 0   |
| 5                                | Oman          | 2  | 0   | 2   | 0   | 0  | 0  | 0   |
| 7                                | Palestina     | 2  | 0   | 1   | 1   | 0  | 1  | −1  |
| 8                                | Libanon       | 2  | 0   | 1   | 1   | 0  | 2  | −2  |
| 9                                | Saoedi-Arabië | 2  | 0   | 1   | 1   | 1  | 4  | −3  |

## Doelpuntenmakers
6 doelpunten
- Boualem Khoukhi

2 doelpunten
- Fahad Al-Hajeri
- Adel Ahmed

1 doelpunt
- Mohammad Al-Dmeiri
- Saeed Murjan
- Faisal Zaid
- Ali Assadalla
- Moayad Hassan
- Mohammed Majrashi

Eigen doelpunt
- Mohamed Duaij (Tegen Jordanië)